# حادثة ابيبورا 2006
حادثة ابيبورا كان اشتباك بين الطلاب المحتجين في بابوا ورجال الشرطة والجنود الإندونيسيين في منطقة أبيبورا جايابورا في بابوا في 16 مارس 2006م. أسفرت الاشتباكات عن مقتل أربعة من رجال الشرطة وجندي، وإصابة العشرات من المتظاهرين.

## الاحتجاجات
في 16 مارس 2006 احتج طلاب من جامعة سيندراواسيه على منجم غراسبيرغ في أبيبورا بابوا، حيث أغلقوا الطريق إلى المطار ورفضوا إجراء محادثات مع ممثلي السلطات المحلية ولم يتفرقوا عندما أمرت الشرطة بذلك. بعد المواجهة اختارت فرقة اللواء المتنقل التابعة للشرطة (بريموب) تفريق الحشد بالغاز المسيل للدموع، وبعد مرور بعض الوقت تحولت الاحتجاجات إلى اشتباك مع الشرطة التي تستخدم الأسلحة النارية والمتظاهرين يرمون الحجارة والزجاجات عليهم. قتل ثلاثة من ضباط بريموب في الاشتباكات إلى جانب رقيب في سلاح الجو الإندونيسي، ثم توفي ضابط شرطة آخر متأثرا بجراحه في الأسبوع التالي. في المجموع تم علاج خمسة وعشرين من الإصابات، وأصيب خمسة على الأقل بالرصاص.

## الاعتقالات
في اليوم التالي للحادث أطلق العديد من ضباط بريموب أسلحتهم باتجاه السماء أمام القاعدة العسكرية لأبيبورا، مما أدى إلى إصابة ثلاثة مدنيين. شنت غارات على مساكن الطلبة، وتم اعتقال أكثر من 20 شخصًا بسبب الهجمات، حوكم 20 منهم. توفي أحد المعتقلين في الحجز بسبب الاعتداء الجسدي.

## ما بعد الحادثة
وورد أن بعض المتظاهرين عبروا فيما بعد إلى بابوا غينيا الجديدة للتهرب من أسرهم. ادعت السيناتور الأسترالية ناتاشا ستوت ديسبوجا نقلاً عن نشطاء أنه تم اكتشاف 16 جثة بالقرب من مكان أعمال الشغب، على الرغم من أن هذا الزعم انتقدته منظمة محلية لحقوق الإنسان.